# Monroe (thị trấn), Quận Green, Wisconsin
Monroe là một thị trấn thuộc quận Green, tiểu bang Wisconsin, Hoa Kỳ. Năm 2010, dân số của thị trấn này là 1.210 người.